# Shimonoseki
Shimonoseki (下関市, Shimonoseki-shi) és una ciutat del Japó, situada en l'extrem sud-oest de l'illa de Honshu, en la prefectura de Yamaguchi. Se situa enfront de la ciutat de Kitakyushu, en l'illa de Kyushu, i ambdues es comuniquen per túnels de ferrocarril i de carretera.

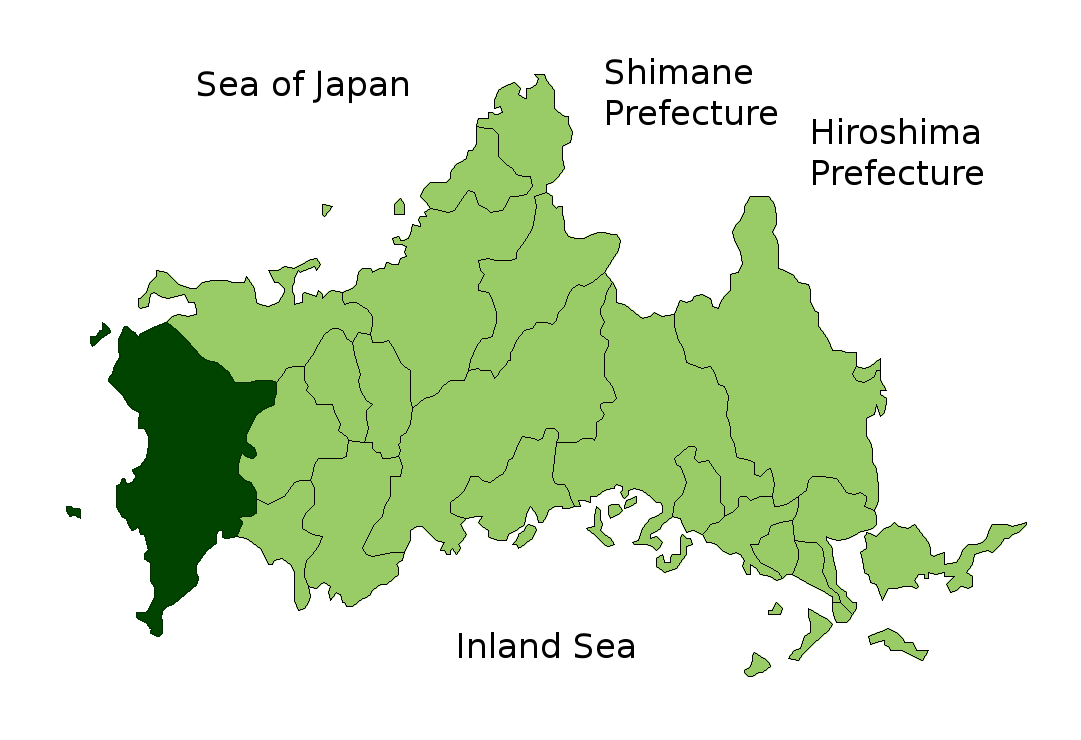
Localització de Shimonoseki en la prefectura de Yamaguchi

Shimonoseki és un dels principals ports pesquers del país i un important nucli industrial amb drassanes, fàbriques de productes químics, tèxtils, de conserves i enginyeria. La principal atracció turística és el santuari xintoiste dedicat a l'Emperador Antoku.
A Shimonoseki, abans denominada Akamagaseki i que popularment es coneixia com a Bakan, es va signar el tractat que va posar fi a la Primera Guerra Sinojaponesa de 1894-1895 (veure Tractat de Shimonoseki). La seva població és de 290.693 habitants (2005).